# تفجير السفارة الأمريكية في بيروت

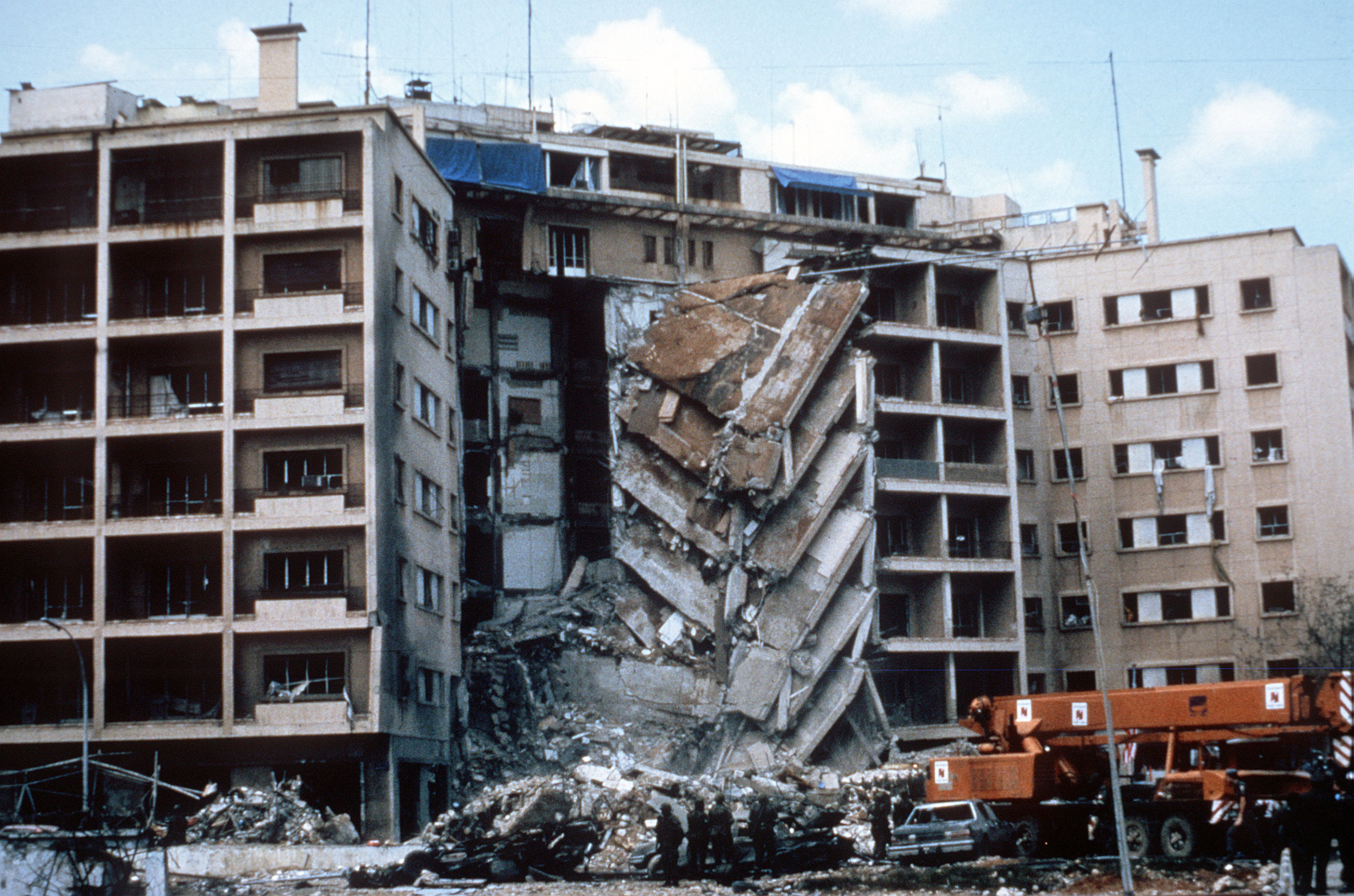
السفارة الأمريكية بعد التفجير

حادث تفجير السفارة الأمريكية في بيروت ، حدثت في اليوم 18 من أبريل 1983م، والذي تسبب بمقتل 63 شخصا في السفارة، وكان ذلك في زمن الحرب الأهلية اللبنانية، أتهمت الحكومة الأمريكية حركة حزب الله بأنه وراء التفجير ومقتل الأمريكيين ومن فيها.

## وصلات خارجية
- Lebanese civil war 1983 Full of Pictures and Information نسخة محفوظة 16 مايو 2008 على موقع واي باك مشين.

قالب:حرب أهلية لبنانية